# La Torre (València)
La Torre és un barri i pedania de la ciutat de València dins del districte de Pobles del Sud. Tenia 4.836 habitants censats l'any 2024 segons l'ajuntament de València, que classifica el barri com 19.7.

## Geografia

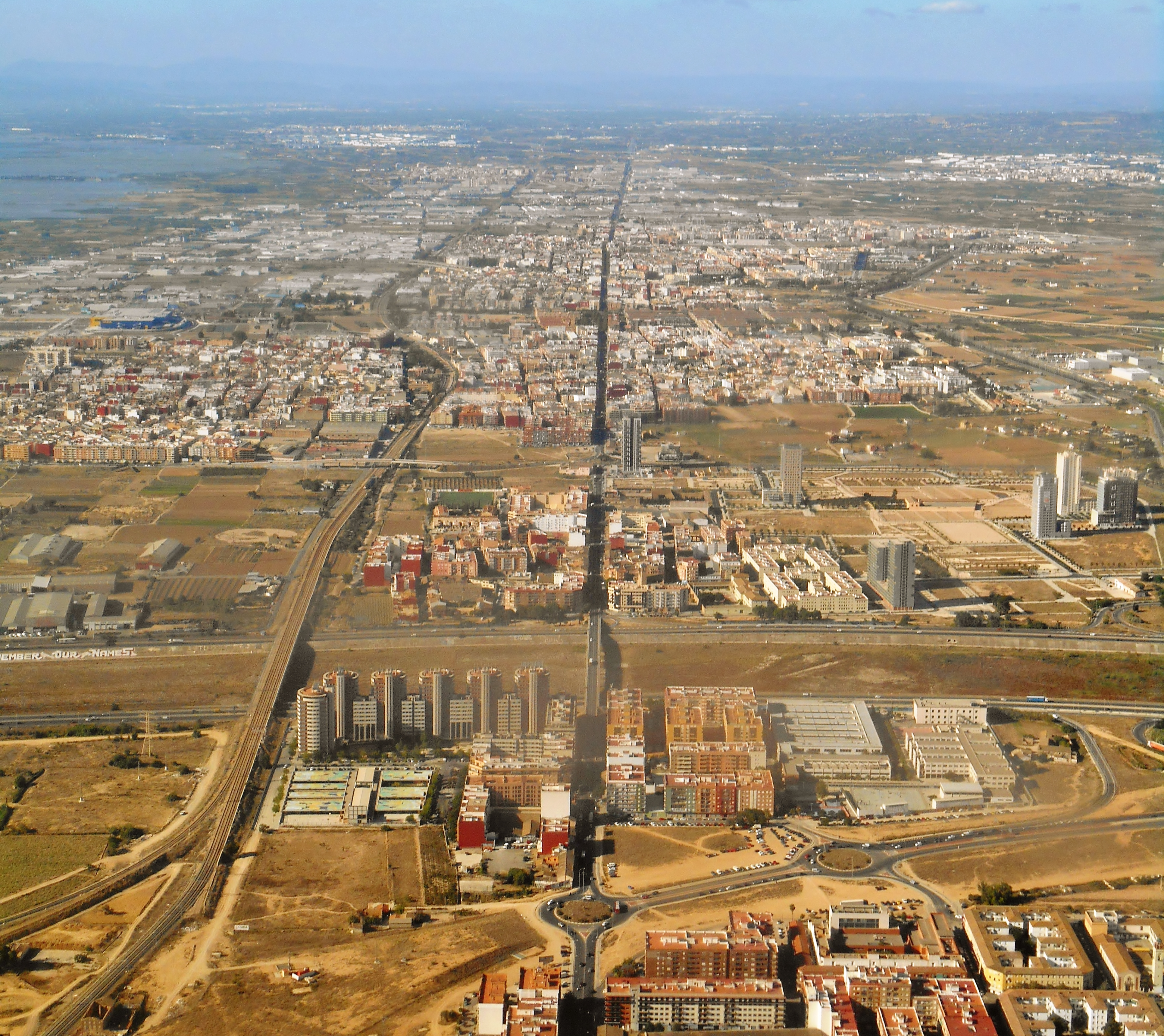
Vista aèria de la Torre i la contornada

El barri de la Torre està situat a la riba sud de la nova llera del riu Túria. Limita amb l'autovia de Torrent i el barri de Faitanar a l'oest; amb el barri de Camí Real (districte de Jesús) al nord; a l'est amb les línies de ferrocarril i el barri del Forn d'Alcedo i al sud, fita amb el municipi de Benetússer. Les barreres arquitectòniques que l'envolten l'aïllen del nucli urbà de la capital i fan que conserve l'aspecte de poble.
La Torre té només un pont: el de l'avinguda Reial de Madrid al nord —que partix el barri en dos i el comunica amb Benetússer al sud i amb el nucli urbà de València al nord— Les connexions de què gaudix la Torre la tanquen també per totes bandes. Al nord, la V-30 o autovia de circumval·lació l'enllaça amb la pista de Silla, amb l'autovia de Torrent i amb la resta d'eixides i entrades a la ciutat. L'estació de tren més pròxima és la d'Alfafar-Benetússer. La carretera d'Alba comunica el barri amb el municipi de Paiporta.

### Nomenclàtor
- Ctra. Alba
- C/ Alexandre Laborde
- C/ Algar de Palància
- C/ Álvarez de Sotomayor
- Entr. Barri Veterà
- C/ Castell de Corbera
- C/ Castell de Cullera
- C/ Castell d'Enguera
- C/ Concepción Arenal
- C/ Eduardo Dato
- C/ Giménez i Costa
- C/ Hellín
- C/ Ismael Blat
- C/ Juan Reus Parra
- C/ Manuel Iranzo
- C/ Marià Brull
- C/ Maria Ros
- C/ Molí de Pala
- C/ Ovidi Montllor i Mengual
- C/ Pedro de Luna
- C/ Pintor Joan Miró
- Entr. Pinet
- Av. Reial de Madrid
- C/ Vicente Sanchis-Bayarri

### Monuments i llocs destacables
- La Torre. És un edifici de base quadrangular de quatre altures, amb tendència piramidada i rematat amb una plataforma emmerletada. En un dels seus costats s'obrin cinc orificis, corresponents als diferents nivells, mentre que en l'oposat se n'obrin només tres. En l'actualitat es troba molt reformada i ha quedat envoltada pels grans edificis d'habitatges alçats a partir de la dècada de 1960.[3]
- Alqueria de Ferrer. Construcció del segle xix, de gran volum, amb àmplies balconades i una torre lateral, a la qual posteriorment se li van afegir alguns magatzems.[3]
- Església parroquial de la Nostra Senyora de Gràcia. Construïda en 1943, es tracta d'un temple de tres plantes en el qual destaca la seua inacabada torre esquerra.[3] Altres elements inacabats són la cúpula i la capella de la Comunió. Consta de tres naus: la central, molt més alta que les laterals, està coberta per volta de canó i dividida en quatre trams, l'últim dels quals coincidix amb la planta del cor. Les naus laterals obrin tres buits de capelles.[4]

## Història

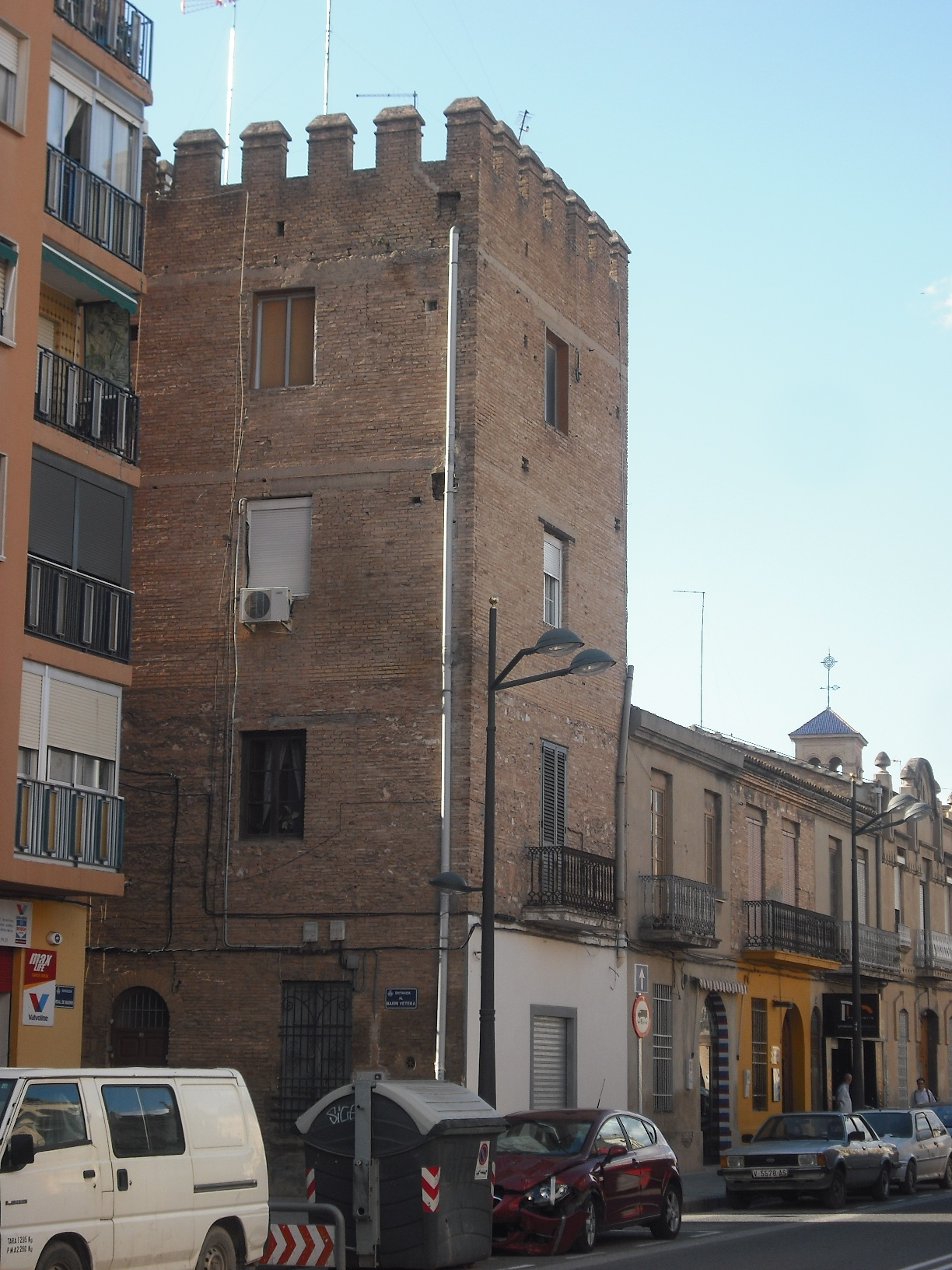
La Torre, edifici que dóna nom al barri

La Torre es va desenvolupar a partir d'una alqueria fortificada que es degué construir al voltant del segle xiv sobre l'eix de l'antic camí reial de Madrid, que en este tram coincidix amb el traçat de la Via Augusta. A l'entorn de l'alqueria es va desenvolupar un xicotet poblat de base agrícola, que va prosperar gràcies a la seua situació en l'eix viari. No obstant això, el major període de creixement va començar a partir del segle xviii, com en altres parts del districte, amb la proliferació d'un gran nombre d'alqueries i cases més reduïdes en el nucli tradicional i al llarg de l'Horta de València, destacant el conjunt del barri de Sant Jordi.
A partir de la dècada de 1960, la Torre va viure una gran expansió amb la construcció d'edificis d'entre 3 i 5 altures distribuïts en plànol reticular i promoguts, en la seua majoria, per l'Instituto Nacional de Vivienda. El resultat d'eixe creixement dona al barri un aspecte inacabat, especialment en relació amb els límits del ferrocarril i el nou llit del riu Túria, que queda al nord de la població, aquesta separació va tindre lloc als anys 60 amb la construcció del Pla Sud que va dividir el barri en dos i que va fer que es perdés una part considerable dels habitatges i del veïnat.
En 2003 es va engegar Sociópolis, un projecte urbanitzador innovador, que pretenia integrar l'Horta dins un context urbanístic sostenible. El projecte, cofinançat per l'Institut Valencià d'Habitatge i el govern d'Espanya, tingué problemes greus de promoció a causa dels efectes de la crisi econòmica, però a mitjans 2010 ja havien acabat les dues primeres fases (infraestructura viària, electricitat, aigua corrent i mobiliari) i es començaven a construir els primers habitatges. Encara que Sociòpoli es troba administrativament en el veí barri de Faitanar, la Torre és el nucli urbà més pròxim per a la prestació de tota mena de servicis. Després de les inundacions que va sofrir el barri després del pas de la DANA el veïnat va denunciar l'abandonament que van patir els barris del sud, entre els quals es troba la Torre. Consegüentment, a finals de març de 2025 es van obrir les portes del nou centre social de la pedania, el qual dependrà del Centre de Serveis Socials de Sant Marcel·lí, i té com a objectiu atendre de manera directa la realitat social del barri. El pas de l'aigua va destruir i fer malbé moltes de les instal·lacions esportives. L'Ajuntament va actuar de manera ràpida en la reconstrucció d'un nou camp de futbol en la parcel·la situada en la Sociòpolis.

## Demografia
Activitats econòmiques (2024)
| Gràfica d'evolució de La Torre entre 1970 i 2021 |
|                                                  |

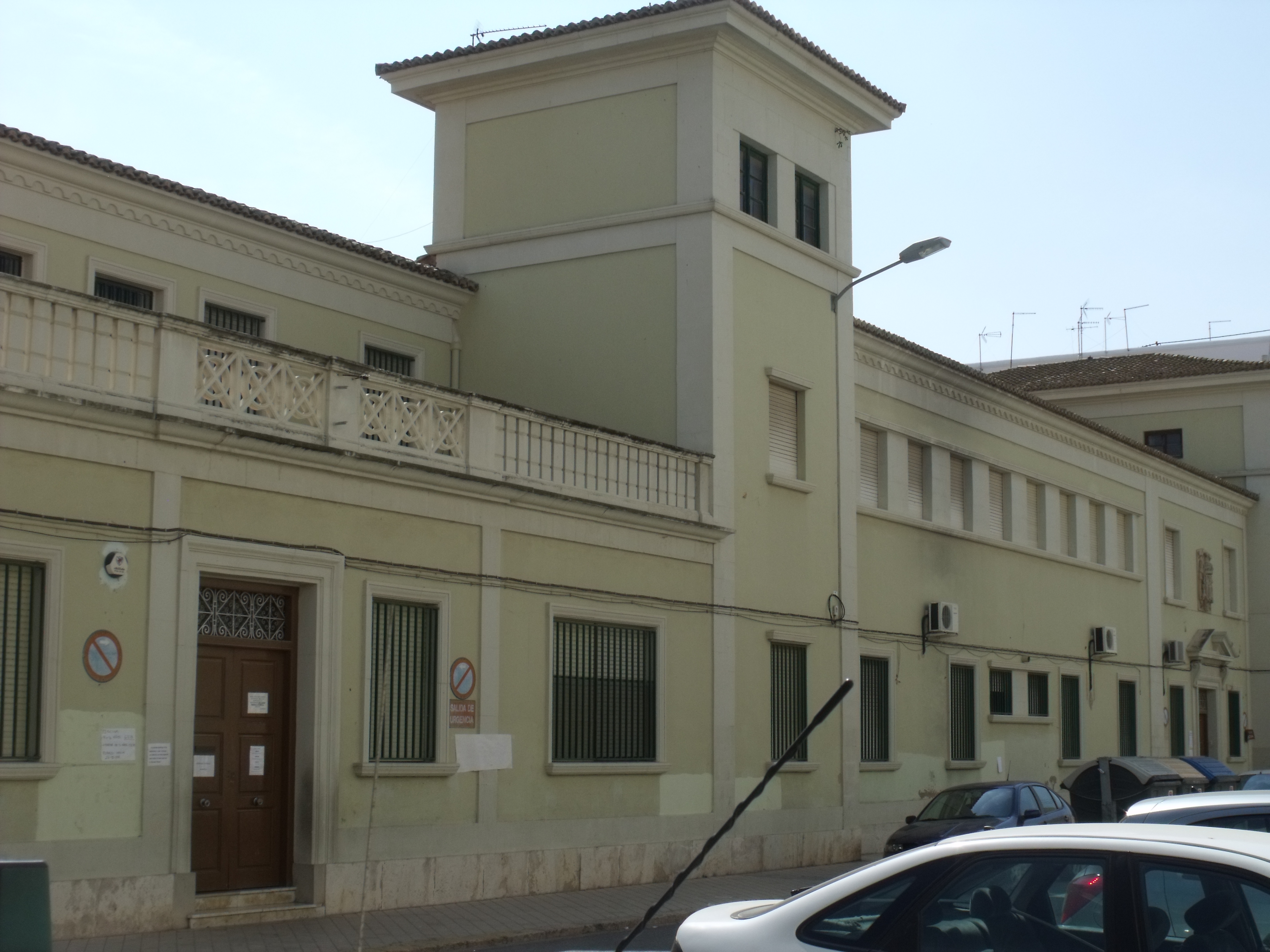
El CEIP Padre Manjón, l'únic del barri

Com a servicis públics, la Torre compta amb el CEIP Pare Manjón, l'únic col·legi del barri; una església parroquial amb advocació a la Mare de Déu de Gràcia; una seu de la Universitat Popular; un centre ocupacional; un consultori mèdic i una alcaldia pedània.

## Transport

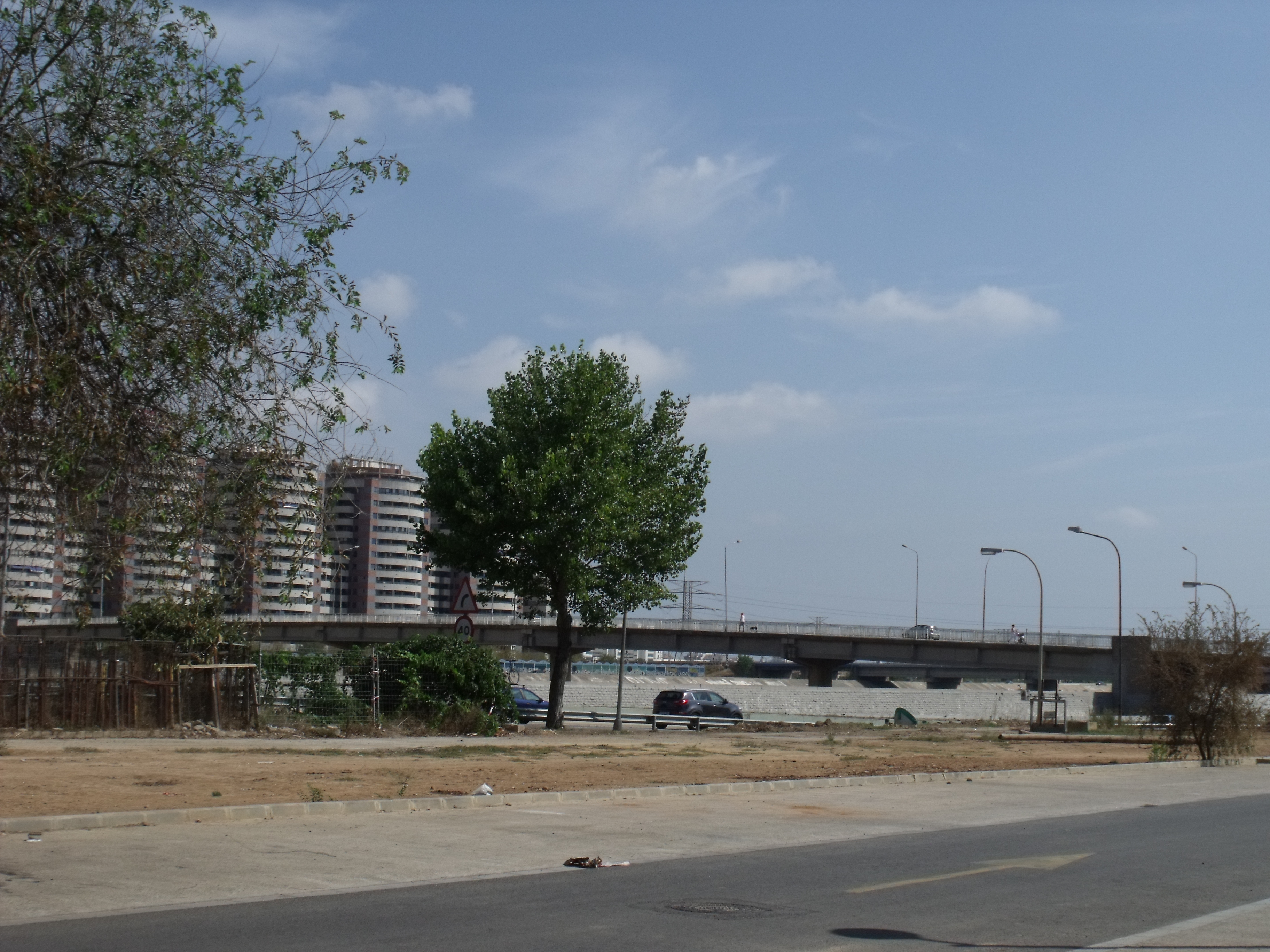
Pont entre la Torre i Camí Real

- Autobusos Metropolitans de València (Metrobus)[17]
  - 180 - 181 - 182 - 182N - 186A - 186B
- Empresa Municipal de Transports de València (EMT)[18]
  - 9 - 27
- Xarxa de Carreteres de l'Estat Espanyol[19]
  - V-30 - N-335
- Xarxa de Carreteres de la Generalitat Valenciana[20]
  - CV-400 - CV-404 - CV-406 - CV-407
- Valenbisi
  - Sense aparcaments.[21]